# Кикенка (река)
Кикенка (устар. Кекенка) — река в России, протекает по территории Ломоносовского района Ленинградской области и Петродворцового района Санкт-Петербурга. Впадает в Финский залив в районе посёлка Стрельны. Устье реки расположено на территории дворцово-паркового ансамбля Константиновского дворца. Длина реки — 16 км, площадь водосборного бассейна — 68 км².

## Данные водного реестра
По данным государственного водного реестра России относится к Балтийскому бассейновому округу, водохозяйственный участок реки — Реки бассейна Финского залива от северной границы бассейна реки Луги и до южной границы бассейна реки Невы. Относится к речному бассейну реки Нарва (российская часть бассейна), речной подбассейн отсутствует.
Код объекта в государственном водном реестре — 01030000712102000025345.